# Pavel Mamajev
Pavel Konstaninovitj Mamajev (ryska: Павел Константинович Мамаев), född 17 september 1988 i Moskva, är en rysk fotbollsspelare som spelar för den ryska klubben Rostov och Rysslands fotbollslandslag.

## Meriter

### Klubblag
CSKA Moskva
- Premjer-Liga: 2012–13
- Ryska cupen: 2009, 2011, 2013
- Ryska supercupen: 2009, 2013

## Incident
Den 7 oktober 2018 attackerade Mamajec tillsammans med Zenit-anfallaren Aleksandr Kokorin två ryska regeringstjänstemän. Fotbollsspelarna slog tjänstemännen med en stol. Kokorin och Mamajev fångades på kameran när de slog tjänstemannen på ett kafé i Moskva, enligt Gazeta. Timmar före den händelsen var Mamajev, Kokorin och några andra personer även involverade i en dispyt med en chaufför till en av programledarna på Pervyj Kanal. Chauffören fick en hjärnskada, näsfraktur och ansiktsskador efter många slag. Mamajev kom sedermera att arresteras i två månader. Mamajev förblev i fängelse tills hans rättegång som inleddes den 9 april 2019. Den 8 maj 2019 dömdes han till 17 månaders fängelse. Han frisläpptes den 17 september 2019.